# Jürgen Jürgensen (Uhrmacher)
Jürgen Jürgensen (* 24. Dezember 1745 in Kopenhagen; † 1811 ebenda) war ein dänischer Uhrmacher. Er wurde zum Gründer der Uhrmacherdynastie Jürgensen.

## Leben
Er war der Sohn eines königlichen Arbeitsknechts am Hofe von König Christian VI.
1759–1765 machte er eine Lehre bei Johan Jacob Lincke, einem Uhrmacher mit großer Reputation.
1766–1772 unternahm er mit großzügiger staatlicher Unterstützung eine Reise durch Europa.
1768 nach der Ankunft in Le Locle (Neuenburg) fand er Arbeit in der Manufaktur von J.H. Houriet.
1774 erfolgte seine Heirat mit der wohlhabenden Anne Leth geb. Bruun in Kopenhagen
1776 war die Geburt seines ersten Sohns Urban Jürgensen, 1780 die seines zweiten Sohns Jørgen Jürgensen
1781 beteiligte er sich an der Gründung der Manufaktur Larpent & Jürgensen mit dem Hugenotten Isaak Larpent (* 1711 in Bergen / Norwegen; † 1788 in Kopenhagen). Er nutzte hier seine Erfindungen aus der Zeit in Le Locle, die der Marke zu großer Beachtung über die Landesgrenzen hinaus verhelfen.
1784 erhielt er eine Ernennung zum königlichen Hofuhrmacher durch König Christian VII. Er war damit zuständig für sämtliche Wand- und Pendeluhren in den königlichen Schlössern, sowie für die Uhren der königlichen Familie.
1787 erfolgte die Geburt seines dritten Sohns Frédérik Jürgensen (Fritz). 
Bis 1807 lernte und arbeitete Frédérik in der Werkstatt seines Bruders Urban. 
1788 erfolgte der Tod des Partners von Jürgen Jürgensen. Er führt die Manufaktur alleine weiter.
1810 eröffnete Frédérik Jürgensen seine eigene Werkstatt.
1811 starb Jürgen Jürgensen hochgeehrt in Kopenhagen. 
Der jüngste Sohn Frédérik (* 1787 – † 1845) führte die väterliche Manufaktur weiter.
Nach der Ernennung zum Hofuhrmacher wurde Jürgen Jürgensen mit Ehrungen überhäuft. Er genoss eine Reputation über die Landesgrenzen hinaus. Neben den Bewunderern hatte Jürgensen auf Grund seines kometenhaften Lebenswegs auch Neider. Durch Ausstreuung verschiedentlicher Gerüchte – wie z. B. die Anzweifelung seiner Abstammung – wurde versucht, sein Ansehen zu untergraben.
Das Haus der Familie Jürgensen in Kopenhagen in der Østergade (Strøget) nahe dem Kongens Nytorv (3. Haus auf der rechten Seite) steht noch heute. Seltene Exemplare seiner Uhren mit der Marke "Larpent & Jürgensen" gelangen gelegentlich in den Handel.